# Aéroport de Munich-Riem
Pour les articles homonymes, voir Aéroport de Munich.
L´aéroport de Munich-Riem a été de 1939 jusqu'à sa fermeture en 1992, l'aéroport international de la capitale bavaroise de Munich. Il a été remplacé par l'aéroport international Franz-Josef-Strauss de Munich, nouvellement construit. Les bâtiments de l'ancien aéroport ont été en grande partie démolis et le site abrite maintenant le centre des expositions de Munich avec des complexes résidentiels et commerciaux, et le Parc de Riem, qui a été construit à la suite du BUGA 2005 (le Festival National du Jardin 2005).